# Скорняков, Николай Ефимович
Николай Ефимович Скорняков — советский, государственный и хозяйственный деятель.

## Биография
Родился 4 сентября 1907 года в г. Архангельске.
С 1922 года — на хозяйственной работе.
В 1922—1966 гг. :
- рассыльный, технический секретарь Соломбальского райкома комсомола,
- доброволец Северного флота, в дивизионе сторожевых катеров, затем на вспомогательном судне «Пахтусов», в транспортном флоте: на лесовозе «Красный Октябрь»,
- штурман на пароходах «Поной», «Соловки», «Сосновец», «Воронеж»,
- капитан РТ‑10 «Лебедка»,
- управляющий трестом «Мурманрыба»,
- заместитель наркома рыбной промышленности СССР,
- начальник Главсеврыбпрома,
- капитан на суднах в Калининградском и Мурманском траловом флоте.

Избирался депутатом Верховного Совета РСФСР 1-го созыва.
Умер в 1969 году.